# Вурманкаси (Пікшицьке сільське поселення)
Вурманка́си (рос. Вурманкасы, чув. Вăрманкас) — присілок у складі Красноармійського району Чувашії, Росія. Входить до складу Пікшицького сільського поселення.
Населення — 91 особа (2010; 113 у 2002).
Національний склад:
- чуваші — 96 %